# Coppa dei Campioni 1965-1966 (hockey su pista)
La Coppa dei Campioni 1965-1966 è stata la 1ª edizione della massima competizione europea di hockey su pista riservata alle squadre di club. 
Il torneo ha avuto inizio il 28 novembre 1965 e si è concluso il 24 aprile 1966. 
Il trofeo venne vinto dal Voltregà nella doppia finale contro il Monza.

## Squadre partecipanti
| Nazione        | Club          | Città                    | Qualificazione                                             |
| -------------- | ------------- | ------------------------ | ---------------------------------------------------------- |
| Francia        | Gujan-Mestras | Gujan-Mestras            | 1º nel campionato francese 1965, campione di Francia       |
| Germania Ovest | Herten        | Herten                   | 1º nel campionato tedesco 1965, campione di Germania Ovest |
| Italia         | Monza         | Monza                    | 1º in Serie A 1965, campione d'Italia                      |
| Spagna         | Voltregà      | Sant Hipòlit de Voltregà | Detentore della Coppa del Generalissimo 1965               |

## Risultati

### Semifinali
| Squadra 1 | Totale | Squadra 2     | Andata | Ritorno |
| --------- | ------ | ------------- | ------ | ------- |
| Herten    | 3 - 11 | Monza         | 3 – 6  | 0 – 5   |
| Voltregà  | 22 - 3 | Gujan-Mestras | 13 – 2 | 9 – 1   |

### Finale
| Squadra 1 | Totale | Squadra 2 | Andata | Ritorno |
| --------- | ------ | --------- | ------ | ------- |
| Monza     | 3 - 9  | Voltregà  | 1 – 3  | 2 – 6   |